# کیت بری
کیت بَـری (انگلیسی: Kate Barry؛ ‏ ۸ آوریل ۱۹۶۷ – ۱۱ دسامبر ۲۰۱۳) عکاس مد اهل بریتانیا بود که برای مجلات «وگ بریتانیا» و «ساندی تامیز» کار می‌کرد. بری به خاطر عکس‌های خصوصی و بسیار صمیمی‌اش از افراد مشهور شناخته شده بود.
وی به مدت طولانی با معضل اعتیاد به مواد مخدر و الکل دست و پنجه نرم می‌کرد، اما توانست با کمک مراکز بازتوانی، اعتیاد خود را کنار بگذارد و به‌همین دلیل خودش مرکز خیریهٔ «کمک و پیشگیری از اعتیاد به مواد مخدر از طریق کمک متقابل» (APTE) را بنیان نهاد.
او در سانحه‌ای که به نظر می‌رسید خودکشی باشد، از طبقه چهارم آپارتمانش سقوط کرد و کشته شد.